# تيم سبيك
تيم سبيك هو تطبيق نقل الصوت عبر الإنترنت (VoIP) بين المستخدمين على قناة للدردشة، يشبه إلى حد كبير مكالمة هاتفية جماعية عادةً ما يستخدم المستخدمون سماعات الرأس والميكروفون، يتصل البرنامج بخادم «تيم سبيك» من اختيار المستخدم، والذي يمكن للمستخدم من خلاله الانضمام إلى قنوات الدردشة.
الجمهور المستهدف لـ تيم سبيك هم لاعبي الفيديو، الذين يمكنهم استخدام البرنامج للتواصل مع لاعبين آخرين، يمنح التواصل الصوتي ميزة تنافسية من خلال تمكين اللاعبين من التحكم بمجريات اللعب، يعمل خادم تيم سبيك على لينكس وماك أو إس ومايكروسوفت ويندوز وفري بي ‌إس ‌دي.